# Гіпероктаедр
Гіпероктаедр — геометрична фігура в n-вимірному евклідовому просторі: правильний політоп, двоїстий n-вимірному гіперкубу. Інші назви: кокуб, ортоплекс, крос-політоп.
Символ Шлефлі n-вимірного гіпероктаедра— {3;3;…;3;4}, де всього в дужках (n-1) число.
Гіпероктаедр можна розуміти як кулю в метриці міських кварталів.

## Часткові випадки
| Число вимірів n | Назва фігури        | Символ Шлефлі | Зображення |
| --------------- | ------------------- | ------------- | ---------- |
| 1               | відрізок            | {}            |            |
| 2               | квадрат             | {4}           |            |
| 3               | октаедр             | {3; 4}        |            |
| 4               | шістнадцятикомірник | {3; 3; 4}     |            |
| 5               | 5-ортоплекс         | {3,3,3,4}     |            |

## Опис
{\displaystyle n}-вимірний гіпероктаедр має {\displaystyle 2n} вершин; будь-яка вершина з'єднана ребром з іншою — крім (при {\displaystyle n>1)} вершини, симетричної їй відносно центра політопа.
Всі його {\displaystyle k}-вимірні гіперграні {\displaystyle (k<n)} — однакові правильні симплекси; їх число дорівнює {\displaystyle 2^{k+1}C_{n}^{k+1}.}
Кут між двома суміжними {\displaystyle (n-1)}-вимірними гіпергранями (при {\displaystyle n>1)} дорівнює {\displaystyle \arccos \left({\frac {2-n}{n}}\right)}.
{\displaystyle n}-вимірний гіпероктаедр {\displaystyle (n>1)} можна подати як дві однакові правильні {\displaystyle n}-вимірних піраміди, прикладені одна до одної своїми основами у формі {\displaystyle (n-1)}-вимірного гіпероктаедра.

## В координатах
{\displaystyle n}-вимірний гіпероктаедр можна розташувати в декартовій системі координат так, щоб його вершини мали координати {\displaystyle (\pm 1;0;\ldots ;0),} {\displaystyle (0;\pm 1;\ldots ;0),\ldots ,} {\displaystyle (0;0;\ldots ;\pm 1).} При цьому кожна з {\displaystyle 2^{n}} його {\displaystyle (n-1)}-вимірних гіперграней буде розташовуватися в одному з {\displaystyle 2^{n}} ортантів {\displaystyle n}-вимірного простору.
Початок координат {\displaystyle (0;0;...;0)} буде центром симетрії політопа, а також центром його вписаної, описаної і напівуписаних гіперсфер.
Поверхня гіпероктаедра буде геометричним місцем точок, {\displaystyle (x_{1};x_{2};\ldots ;x_{n}),} чиї координати задовольняють рівнянню
{\displaystyle \sum _{i=1}^{n}|x_{i}|=1,}
а внутрішність — геометричним місцем точок, для яких
{\displaystyle \sum _{i=1}^{n}|x_{i}|<1.}

## Метричні характеристики
Якщо {\displaystyle n}-вимірний гіпероктаедр {\displaystyle (n>1)} має ребро довжини {\displaystyle a,} його {\displaystyle n}-вимірний гіпероб'єм і {\displaystyle (n-1)}-вимірна гіперплоща поверхні виражаються відповідно як
{\displaystyle V_{n}={\frac {(a{\sqrt {2}})^{n}}{n!}},}
{\displaystyle S_{n-1}={\frac {a^{n-1}{\sqrt {n2^{n+1}}}}{(n-1)!}}.}
Радіус описаної {\displaystyle (n-1)}-вимірної гіперсфери (що проходить через усі вершини) при цьому дорівнює
{\displaystyle R=\rho _{0}={\frac {a}{\sqrt {2}}},}
радіус {\displaystyle k}-ї напівуписаної гіперсфери (дотикається до всіх {\displaystyle k}-вимірних гіперграней у їх центрах; {\displaystyle k<n}) —
{\displaystyle \rho _{k}={\frac {a}{\sqrt {2(k+1)}}},}
радіус уписаної гіперсфери (дотикається до всіх {\displaystyle (n-1)}-вимірних гіперграней у їх центрах) —
{\displaystyle r=\rho _{n-1}={\frac {a}{\sqrt {2n}}}.}